# Ta-Ha
Ta-Ha (em árabe: سورة طه ) é a vigésima sura do Alcorão e contém 135 ayats.